# Conflit (film, 2014)
Pour les articles homonymes, voir Conflit.
Pour plus de détails, voir Fiche technique et Distribution.
Conflit (arabe : صراع) est un film tunisien sorti en 2015 et réalisé par Moncef Barbouch en 2014.

## Synopsis
L'histoire débute le 7 novembre 1987 et se termine le 14 janvier 2011. Le film retrace le vécu et le calvaire des prisonniers politiques en Tunisie à l'époque de Zine el-Abidine Ben Ali à travers le personnage principal, un professeur et militant islamiste, qui se trouve arrêté et torturé en 1991 pour son appartenance politique.

## Distribution
- Salah Jday : le professeur
- Lamia Amri : Mariem
- Houcine Mahnouch : Naceur
- El Hechmi El Ati : Abdessalem
- Abderraouf Sghaier : Med Salah
- Béchir Mahjoub : Moustapha
- Med El Hedi Jouini : Abdelwehed
- Sondos Hammou : Amina
- Halima Daoud : la mère du professeur
- Nabil Mihoub : Jamel
- Amira Ben Ali : Mounira
- Sana Bezine : Sameh
- Hejer Hachena : Fatma
- Dalenda Abdou : la mère de Naceur
- Maram Mosbeh : Zohra
- Hichem Rostom : Mokhtar
- Fathi Miled : Doukha
- Ahmed Mahnouch : chef emprisonneur
- Slah Msadek : chef de la prison de Borj Erroumi